# Líder Paz
Líder Paz Colodro (Mineros, 2 dicembre 1974) è un ex calciatore boliviano, di ruolo attaccante.

## Caratteristiche tecniche
Giocava come centravanti.

## Carriera

### Club
Paz debuttò in massima serie boliviana nella stagione 1995 con la maglia del Guabirá di Montero. Con la squadra dalla divisa rossa Paz superò le 100 presenze in prima divisione, ottenendo peraltro, al suo primo campionato, il secondo posto dietro ai vincitori del San José. Dopo aver concluso il torneo del 2000 con il Guabirá, venne ceduto al The Strongest. Con la società di La Paz fu titolare durante la stagione 2001, giocando 33 delle 40 partite disputate dal club. Nel 2002 cambiò nuovamente squadra, accasandosi all'Oriente Petrolero di Santa Cruz de la Sierra. Fu ancora più impiegato rispetto al 2001, contando, a fine campionato, 35 incontri con 10 reti segnate. Nel 2003 passò al Bolívar, squadra vincitrice del torneo nazionale l'anno precedente. Ebbe così l'occasione di esordire in Coppa Libertadores. Tornato al The Strongest nel 2004, vinse per la prima volta il campionato in occasione del torneo di Clausura di quell'anno. Segnò anche in occasione dello spareggio per il titolo, contro l'Oriente Petrolero, nella gara disputata a Natale 2004. L'ultima sua stagione nel calcio professionistico fu quella del 2007, in cui ottenne anche un titolo di Apertura con il Real Potosí.

### Nazionale
Debuttò in Nazionale maggiore il 25 agosto 1999, in occasione dell'incontro amichevole di Sucre con il Venezuela. Nel 2000 esordì nelle qualificazioni al campionato del mondo 2002, scendendo in campo contro il Brasile a Rio de Janeiro. Venne impiegato con continuità in tale manifestazione, raggiungendo le 10 presenze nel torneo di qualificazione.  Nel 2001 venne incluso nella lista per la Copa América. Debuttò il 13 luglio a Medellín contro l'Uruguay, subentrando al 73º minuto a Milton Coimbra. Presenziò, da titolare, anche contro l'Honduras il 16 luglio. Nel 2005 disputò le sue ultime tre gare con la Nazionale, prendendo parte alle qualificazioni al campionato del mondo 2006. Conta 21 presenze e tre reti con la Bolivia.

## Palmarès

### Club

#### Competizioni nazionali
- Campionato boliviano: 2

The Strongest: Clausura 2004
Real Potosí: Apertura 2007